# 英雄之城 (纪录片)
《英雄之城》是2020年新华社一部关于武汉战疫2个月的全景纪录片，片长45分钟。2020年3月25日，《英雄之城》预告片发布，翌日該片正式上线。

## 背景
2020年1月23日，武汉市新型冠状病毒感染的肺炎疫情防控指挥部发布通告，关闭离汉通道。當年4月8日零时，武汉解除离汉离鄂通道管控措施。

## 内容
新华社记者在武汉深入采访，用镜头真实记录武汉战“疫”2个月的重要历史时刻，以及众多「凡人英雄的温情大义」，基于60多位记者拍摄的大量珍贵影像，记录这段「不应被忘却的历史」。